# René Pomerleau
René Pomerleau (1904 — 1993) foi um botânico canadense.